# Uniontown (Ohio)
Pour les articles homonymes, voir Uniontown.
Uniontown est une census-designated place située dans le Comté de Stark en Ohio.

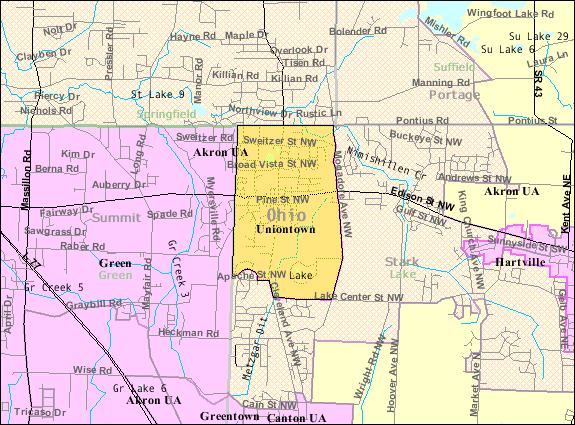
Carte d'Uniontown.

Sa population était de 2 802 habitants en 2000, et de 3 309 habitants en 2010.